# 1717
Il 1717 (MDCCXVII in numeri romani) è un anno  del XVIII secolo.

## Eventi
- Voltaire viene chiuso in carcere la prima volta.
- Eruzione effusiva del Vesuvio.
- 4 gennaio – Paesi Bassi, Inghilterra e Francia firmano la Triplice Alleanza.
- 24 giugno – Fondazione della Gran loggia di Londra e Westminster.
- 16 luglio - 17 agosto – Assedio di Belgrado: Dopo un mese di assedio, gli Austriaci conquistano Belgrado, strappandola agli Ottomani.
- 22 agosto – Le flotte spagnole sbarcarono in Sardegna (nei pressi di Quartu Sant'Elena), assediando e conquistando nei mesi seguenti diverse città dell'isola, al tempo sotto dominio austriaco. Ha inizio la Guerra della Quadruplice alleanza.

## Nati

### Gennaio
- 2 gennaio - Edward Seymour, IX duca di Somerset, nobile britannico († 1792)
- 4 gennaio - Antonio Maria Mazzoni, compositore italiano († 1785)
- 4 gennaio - Balthasar Ferdinand Moll, scultore austriaco († 1785)
- 16 gennaio - Claude de Beauharnais, nobile e ammiraglio francese († 1784)
- 18 gennaio - Fedele Tirrito, religioso, letterato e pittore italiano († 1801)
- 18 gennaio - Jean-François de Surville, esploratore e marinaio francese († 1770)
- 21 gennaio - Antonio María de Bucareli y Ursúa, ufficiale spagnolo († 1779)
- 28 gennaio - Mustafa III, sultano ottomano († 1774)
- 29 gennaio - Jeffrey Amherst, I barone Amherst, generale britannico († 1797)
- 30 gennaio - Giambattista Albertini, diplomatico e politico italiano († 1788)

### Febbraio
- 2 febbraio - Ernst Gideon von Laudon, generale austriaco († 1790)
- 5 febbraio - Giacomo Gentili il Giovane, ceramista italiano († 1765)
- 6 febbraio - Guido Ferrari, storico e poeta italiano († 1791)
- 10 febbraio - Pierre de La Garde, compositore e baritono francese († 1792)
- 14 febbraio - Esther Young, contralto inglese († 1795)
- 17 febbraio - Adam Friedrich Oeser, pittore e scultore austriaco († 1799)
- 19 febbraio - David Garrick, attore teatrale e drammaturgo inglese († 1779)
- 26 febbraio - Giovanni Luca Zuzzeri, numismatico e archeologo italiano († 1746)
- 27 febbraio - Johann David Michaelis, teologo e orientalista tedesco († 1791)

### Marzo
- 14 marzo - Abel Smith, banchiere e politico inglese († 1788)
- 25 marzo - Cipriano Gnesotti, religioso e storico italiano († 1796)
- 25 marzo - Gilberto II Pio di Savoia, nobile spagnolo († 1776)
- 31 marzo - Jakob Friedrich von Bielfeld, scrittore e politico tedesco († 1770)

### Aprile
- 7 aprile - Ignazio De Blasi, storico italiano († 1783)
- 9 aprile - Matthias Georg Monn, compositore e organista austriaco († 1750)
- 27 aprile - Giacomo Durazzo, diplomatico italiano († 1794)
- 30 aprile - Giuseppe Vincentini, arcivescovo cattolico, funzionario e diplomatico italiano († 1779)

### Maggio
- 5 maggio - Giorgio Baroni Cavalcabò, avventuriero e diplomatico italiano († 1799)
- 9 maggio - Nicolas Beauzée, grammatico francese († 1789)
- 13 maggio - Maria Teresa d'Austria, nobile austriaca († 1780)

### Giugno
- 5 giugno - Emanuel Mendez da Costa, botanico, naturalista e filosofo inglese († 1791)
- 17 giugno - Johann Stamitz, compositore e violinista ceco († 1757)
- 20 giugno - Jacques Saly, scultore francese († 1776)
- 26 giugno - Charles d'Ursel, militare belga († 1775)
- 26 giugno - Johannes Ringk, compositore e organista tedesco († 1778)
- 27 giugno - Louis Guillaume Le Monnier, naturalista, fisico e medico francese († 1799)

### Luglio
- 3 luglio - Joseph-Marie-François de Lassone, medico e chimico francese († 1788)
- 5 luglio - Pietro III del Portogallo, sovrano portoghese († 1786)
- 6 luglio - Ignác František Platzer, scultore e intagliatore ceco († 1787)
- 14 luglio - Ventura Rodríguez, architetto spagnolo († 1785)

### Agosto
- 3 agosto - Pierre Claude Haudeneau de Breugnon, ammiraglio e diplomatico francese († 1792)
- 6 agosto - Hamengkubuwono I, sovrano indonesiano († 1792)
- 12 agosto - Francesco Griselini, naturalista e botanico italiano († 1787)
- 13 agosto - Luigi Francesco di Borbone-Conti, nobile, diplomatico e generale francese († 1776)
- 13 agosto - Giovanni Carlo Galli da Bibbiena, architetto e disegnatore italiano († 1760)
- 15 agosto - Carmontelle, pittore, incisore e architetto francese († 1806)
- 26 agosto - Francesco Agostino Dalla Chiesa, vescovo cattolico italiano († 1755)
- 27 agosto - Francesco Saverio de Zelada, cardinale e arcivescovo cattolico italiano († 1801)

### Settembre
- 8 settembre - Vitaliano Donati, medico, archeologo e botanico italiano († 1762)
- 17 settembre - Guglielmo Enrico di Nassau-Zuylestein, IV conte di Rochford, diplomatico inglese († 1781)
- 17 settembre - Gennaro Antonio de Simone, cardinale e vescovo cattolico italiano († 1780)
- 21 settembre - Orazio Albani, II principe di Soriano nel Cimino, nobile italiano († 1792)
- 24 settembre - Horace Walpole, scrittore inglese († 1797)
- 27 settembre - Antonio De Gennaro, nobile e letterato italiano († 1791)
- 30 settembre - Giovanni Lodovico Bianconi, medico e antiquario italiano († 1781)

### Ottobre
- 5 ottobre - Marie-Anne de Mailly,  francese († 1744)
- 11 ottobre - Domenico Augusto Bracci, antiquario italiano († 1795)
- 13 ottobre - John Armstrong Senior, politico e generale statunitense († 1795)
- 17 ottobre - Franz Anton Ermeltraut, pittore tedesco († 1767)
- 19 ottobre - Alessandro Sappa de' Milanesi, poeta italiano († 1783)

### Novembre
- 1º novembre - Anna Teresa di Savoia-Carignano, principessa francese († 1745)
- 8 novembre - Antonio Cristoforo Collalto-Mattiuzzi, attore teatrale e commediografo italiano († 1778)
- 9 novembre - Federico II di Meclemburgo-Schwerin, duca († 1785)
- 12 novembre - Giuseppe Federico Guglielmo di Hohenzollern-Hechingen, principe († 1798)
- 13 novembre - Bianca Maria di Sinzendorf-Neuburg, nobile italiana († 1783)
- 16 novembre - Jean Baptiste Le Rond d'Alembert, matematico, fisico e astronomo francese († 1783)
- 21 novembre - Cristina Enrichetta d'Assia-Rheinfels-Rotenburg, principessa tedesca († 1778)
- 25 novembre - Aleksandr Petrovič Sumarokov, poeta e drammaturgo russo († 1777)
- 26 novembre - Olof af Acrel, chirurgo svedese († 1806)
- 27 novembre - Francesco Antonio Marcucci, patriarca cattolico italiano († 1798)
- 30 novembre - Andrzej Stanisław Młodziejowski, vescovo cattolico polacco († 1780)

### Dicembre
- 1º dicembre - Armand II de Rohan-Soubise, cardinale, vescovo cattolico e abate francese († 1756)
- 9 dicembre - Johann Joachim Winckelmann, bibliotecario, storico dell'arte e archeologo tedesco († 1768)
- 10 dicembre - Maximilian Christof von Rodt, vescovo cattolico tedesco († 1800)
- 14 dicembre - Antal Bajtay, vescovo cattolico ungherese († 1775)
- 14 dicembre - Ercole Gian Antonio Turinetti di Priero, nobile italiano († 1781)
- 16 dicembre - Elizabeth Carter, poetessa, scrittrice e traduttrice inglese († 1806)
- 20 dicembre - Charles Gravier, politico e diplomatico francese († 1787)
- 25 dicembre - Papa Pio VI, papa, vescovo cattolico e cardinale italiano († 1799)

### Senza giorno specificato
- Giuseppe Bottani, pittore italiano († 1784)
- Muzio Camuzio, stuccatore italiano
- Jacobus Capitein, missionario e scrittore ghanese († 1747)
- Alexander Cozens, pittore britannico († 1786)
- William Duncan, filosofo scozzese († 1760)
- Pierre Le Roy, orologiaio francese († 1785)
- John Mills, scrittore inglese
- Antonio Morillo Galletti, presbitero italiano († 1764)
- Lewis Nicola, militare e scrittore irlandese († 1807)
- Giovanni Battista Nini, scultore e medaglista italiano († 1786)
- James Paine, architetto inglese († 1789)
- Ignazio Secondo Radicati di Cocconato e Celle, nobile e matematico italiano († 1779)
- Filippo Scandellari, scultore italiano († 1801)
- Robert Soyer, ingegnere francese († 1802)
- Alessandro Vanni, letterato, poeta e politico italiano († 1795)
- Louis-Claude Vassé, scultore e disegnatore francese († 1772)
- José Velásquez, militare e esploratore spagnolo († 1785)
- Robert Wood, archeologo e politico britannico († 1771)
- Francesco Zappa, violoncellista e compositore italiano († 1803)

## Morti

### Gennaio
- 11 gennaio - Silvio de' Cavalieri, arcivescovo cattolico e giurista italiano (n. 1641)
- 12 gennaio - Taddeo Luigi Dal Verme, cardinale e vescovo cattolico italiano (n. 1641)
- 12 gennaio - Constantijn Francken, pittore fiammingo (n. 1661)
- 13 gennaio - Maria Sibylla Merian, naturalista e pittrice tedesca (n. 1647)
- 29 gennaio - Domenico Aulisio, giurista e filologo italiano (n. 1639)

### Febbraio
- 2 febbraio - Daniel Voysin de La Noiraye, politico e nobile francese (n. 1654)
- 18 febbraio - Giovanni Maria Morandi, pittore italiano (n. 1622)
- 23 febbraio - Magnus Stenbock, generale svedese (n. 1665)
- 23 febbraio - Giovanni Cristiano II di Eggenberg, nobile boemo (n. 1704)
- 25 febbraio - Filippo della Torre, vescovo cattolico, antiquario e numismatico italiano (n. 1657)

### Marzo
- 3 marzo - Pierre Allix, pastore protestante, teologo e scrittore francese (n. 1641)
- 5 marzo - Marie Armande de La Trémoille, nobildonna francese (n. 1677)
- 8 marzo - Abraham Darby I, imprenditore inglese (n. 1678)
- 11 marzo - Luca Tozzi, medico italiano (n. 1638)
- 18 marzo - Basil Feilding, IV conte di Denbigh, nobile e politico inglese (n. 1668)

### Aprile
- 5 aprile - Antonio de Monforte, matematico e astronomo italiano (n. 1644)
- 5 aprile - Jean Jouvenet, pittore francese (n. 1644)
- 26 aprile - Cristiano II del Palatinato-Zweibrücken-Birkenfeld, duca tedesco (n. 1637)
- 27 aprile - Samuel Bellamy, pirata britannico (n. 1689)

### Maggio
- 14 maggio - Giovanni Gaspare Zuccalli, architetto svizzero
- 16 maggio - Bon Boullogne, pittore, incisore e decoratore francese (n. 1649)
- 19 maggio - Melchior Friedrich von Schönborn-Buchheim, nobile e politico tedesco (n. 1644)

### Giugno
- 3 giugno - Fernando de Alencastre, nobile spagnolo (n. 1662)
- 5 giugno - Giulio Antonio Averoldi, letterato italiano (n. 1651)
- 9 giugno - Jeanne Guyon, mistica francese (n. 1648)
- 11 giugno - Louis de Carrières, biblista francese (n. 1662)
- 15 giugno - Fabrizio Spada, cardinale italiano (n. 1643)
- 20 giugno - Anna Leszczyńska, nobildonna polacca (n. 1699)
- 20 giugno - Bartolomeo Nappini, poeta e presbitero italiano (n. 1637)
- 22 giugno - Lodovico Flangini, ammiraglio italiano (n. 1677)
- 25 giugno - Henry Browne, V visconte Montagu, nobile inglese (n. 1642)

### Luglio
- 1º luglio - Anna Sofia di Danimarca, principessa (n. 1647)
- 17 luglio - Juan María de Salvatierra, religioso e missionario italiano (n. 1648)
- 28 luglio - Giovanna de Moura, nobildonna spagnola

### Agosto
- 10 agosto - Nicolaes Witsen, diplomatico, cartografo e scrittore olandese (n. 1641)
- 16 agosto - Carlo Giorgio Clerici, nobile e militare italiano (n. 1696)
- 25 agosto - Giovanni Battista Borghese, nobile italiano (n. 1639)

### Settembre
- 5 settembre - Louis Ferdinand Elle il giovane, pittore francese (n. 1648)
- 11 settembre - Angelo Antonio D'Alessandro, pittore italiano (n. 1642)
- 11 settembre - Sofia Carlotta di Württemberg, nobildonna tedesca (n. 1671)
- 17 settembre - Remi-Casimir Oudin, monaco cristiano e bibliografo francese (n. 1638)
- 19 settembre - Marco Battista Battaglini, vescovo cattolico e antiquario italiano (n. 1645)
- 28 settembre - Francesco Martelli, cardinale e patriarca cattolico italiano (n. 1633)

### Ottobre
- 16 ottobre - Carlo Antonio Rambaldi, pittore e incisore italiano (n. 1680)
- 16 ottobre - Giovanni Segala, pittore italiano (n. 1662)
- 25 ottobre - Nicola Grimaldi, cardinale italiano (n. 1645)
- 26 ottobre - Catherine Sedley, nobile britannica (n. 1657)

### Novembre
- 2 novembre - Johann Jakob Walther, violinista e compositore tedesco (n. 1650)
- 7 novembre - Antonio Baldinucci, gesuita italiano (n. 1665)
- 16 novembre - Manuel Arias Porres, cardinale e arcivescovo cattolico spagnolo (n. 1638)
- 21 novembre - Carlo Ottaviano Guasco, vescovo cattolico italiano (n. 1650)
- 21 novembre - Jean-Baptiste Santerre, pittore, disegnatore e docente francese (n. 1651)
- 22 novembre - Nicola Caravita, giurista e filosofo italiano (n. 1647)
- 23 novembre - Giovanni Filippo Certani, presbitero italiano (n. 1645)
- 26 novembre - Daniel Purcell, compositore e organista inglese (n. 1664)
- 28 novembre - Leodegar Bürgisser, abate svizzero (n. 1640)
- 29 novembre - Bibiana Gonzaga, nobildonna italiana (n. 1650)

### Dicembre
- 1º dicembre - Ferdinando Nuzzi, cardinale e arcivescovo cattolico italiano (n. 1645)
- 4 dicembre - Pierre Boucher, esploratore francese (n. 1622)
- 5 dicembre - Richard Onslow, I barone Onslow, politico inglese (n. 1654)
- 15 dicembre - Andrea Riggio, patriarca cattolico italiano (n. 1660)
- 16 dicembre - Maria degli Angeli Fontanella, religiosa italiana (n. 1661)
- 25 dicembre - Robert Shirley, I conte Ferrers, militare britannico (n. 1650)

### Senza giorno specificato
- Mohammed Reza Bey, diplomatico e nobile persiano
- Osei Tutu I, principe ghanese
- Francesco Albergotti, militare e scrittore italiano (n. 1654)
- Floriano Arresti, compositore, clavicembalista e organista italiano (n. 1667)
- Giovanni Bassignano, architetto e ingegnere italiano (n. 1653)
- Aleksandr Bekovič-Čerkasskij, ufficiale
- Elias Brenner, miniatore, incisore e archeologo svedese (n. 1647)
- John Campbell, I conte di Breadalbane, politico scozzese (n. 1636)
- Domenico Cecchi, sopranista italiano (n. 1650)
- Nicola Cosimi, compositore e violinista italiano (n. 1667)
- Domenico Ghislandi, pittore italiano
- Giacomo Maria Giovannini, pittore e incisore italiano (n. 1667)
- Antonio Grimaldi, doge (n. 1640)
- Camillo Guidi, ammiraglio italiano
- Abdul Aziz Hotak
- Luigi Quaini, pittore italiano (n. 1643)
- Giovanni Francesco Radicati di Passerano, nobile italiano (n. 1633)
- Philippe Rebillé Philbert, flautista francese (n. 1639)
- Samuel Ricard, giurista francese (n. 1637)
- Margherita Salicola, cantante lirica italiana (n. 1660)
- Bianca Maria Sforza di Caravaggio, nobile italiana (n. 1697)
- Nāzo Tokhī, poetessa afghana (n. 1651)
- Adriaen Verwer, giurista e mercante olandese (n. 1655)
- Nikita Zotov,  russo (n. 1644)

## Calendario
| Calendario 1717 | Calendario 1717 | Calendario 1717 | Calendario 1717 | Calendario 1717 | Calendario 1717 | Calendario 1717 | Calendario 1717 | Calendario 1717 | Calendario 1717 | Calendario 1717 | Calendario 1717 | Calendario 1717 | Calendario 1717 | Calendario 1717 | Calendario 1717 | Calendario 1717 | Calendario 1717 | Calendario 1717 | Calendario 1717 | Calendario 1717 | Calendario 1717 | Calendario 1717 | Calendario 1717 | Calendario 1717 | Calendario 1717 | Calendario 1717 | Calendario 1717 | Calendario 1717 | Calendario 1717 | Calendario 1717 | Calendario 1717 | Calendario 1717 |
| --------------- | --------------- | --------------- | --------------- | --------------- | --------------- | --------------- | --------------- | --------------- | --------------- | --------------- | --------------- | --------------- | --------------- | --------------- | --------------- | --------------- | --------------- | --------------- | --------------- | --------------- | --------------- | --------------- | --------------- | --------------- | --------------- | --------------- | --------------- | --------------- | --------------- | --------------- | --------------- | --------------- |
|                 | 1               | 2               | 3               | 4               | 5               | 6               | 7               | 8               | 9               | 10              | 11              | 12              | 13              | 14              | 15              | 16              | 17              | 18              | 19              | 20              | 21              | 22              | 23              | 24              | 25              | 26              | 27              | 28              | 29              | 30              | 31              |                 |
| Gennaio         | Ve              | Sa              | Do              | Lu              | Ma              | Me              | Gi              | Ve              | Sa              | Do              | Lu              | Ma              | Me              | Gi              | Ve              | Sa              | Do              | Lu              | Ma              | Me              | Gi              | Ve              | Sa              | Do              | Lu              | Ma              | Me              | Gi              | Ve              | Sa              | Do              |                 |
| Febbraio        | Lu              | Ma              | Me              | Gi              | Ve              | Sa              | Do              | Lu              | Ma              | Me              | Gi              | Ve              | Sa              | Do              | Lu              | Ma              | Me              | Gi              | Ve              | Sa              | Do              | Lu              | Ma              | Me              | Gi              | Ve              | Sa              | Do              |                 |                 |                 |                 |
| Marzo           | Lu              | Ma              | Me              | Gi              | Ve              | Sa              | Do              | Lu              | Ma              | Me              | Gi              | Ve              | Sa              | Do              | Lu              | Ma              | Me              | Gi              | Ve              | Sa              | Do              | Lu              | Ma              | Me              | Gi              | Ve              | Sa              | Do              | Lu              | Ma              | Me              |                 |
| Aprile          | Gi              | Ve              | Sa              | Do              | Lu              | Ma              | Me              | Gi              | Ve              | Sa              | Do              | Lu              | Ma              | Me              | Gi              | Ve              | Sa              | Do              | Lu              | Ma              | Me              | Gi              | Ve              | Sa              | Do              | Lu              | Ma              | Me              | Gi              | Ve              |                 |                 |
| Maggio          | Sa              | Do              | Lu              | Ma              | Me              | Gi              | Ve              | Sa              | Do              | Lu              | Ma              | Me              | Gi              | Ve              | Sa              | Do              | Lu              | Ma              | Me              | Gi              | Ve              | Sa              | Do              | Lu              | Ma              | Me              | Gi              | Ve              | Sa              | Do              | Lu              |                 |
| Giugno          | Ma              | Me              | Gi              | Ve              | Sa              | Do              | Lu              | Ma              | Me              | Gi              | Ve              | Sa              | Do              | Lu              | Ma              | Me              | Gi              | Ve              | Sa              | Do              | Lu              | Ma              | Me              | Gi              | Ve              | Sa              | Do              | Lu              | Ma              | Me              |                 |                 |
| Luglio          | Gi              | Ve              | Sa              | Do              | Lu              | Ma              | Me              | Gi              | Ve              | Sa              | Do              | Lu              | Ma              | Me              | Gi              | Ve              | Sa              | Do              | Lu              | Ma              | Me              | Gi              | Ve              | Sa              | Do              | Lu              | Ma              | Me              | Gi              | Ve              | Sa              |                 |
| Agosto          | Do              | Lu              | Ma              | Me              | Gi              | Ve              | Sa              | Do              | Lu              | Ma              | Me              | Gi              | Ve              | Sa              | Do              | Lu              | Ma              | Me              | Gi              | Ve              | Sa              | Do              | Lu              | Ma              | Me              | Gi              | Ve              | Sa              | Do              | Lu              | Ma              |                 |
| Settembre       | Me              | Gi              | Ve              | Sa              | Do              | Lu              | Ma              | Me              | Gi              | Ve              | Sa              | Do              | Lu              | Ma              | Me              | Gi              | Ve              | Sa              | Do              | Lu              | Ma              | Me              | Gi              | Ve              | Sa              | Do              | Lu              | Ma              | Me              | Gi              |                 |                 |
| Ottobre         | Ve              | Sa              | Do              | Lu              | Ma              | Me              | Gi              | Ve              | Sa              | Do              | Lu              | Ma              | Me              | Gi              | Ve              | Sa              | Do              | Lu              | Ma              | Me              | Gi              | Ve              | Sa              | Do              | Lu              | Ma              | Me              | Gi              | Ve              | Sa              | Do              |                 |
| Novembre        | Lu              | Ma              | Me              | Gi              | Ve              | Sa              | Do              | Lu              | Ma              | Me              | Gi              | Ve              | Sa              | Do              | Lu              | Ma              | Me              | Gi              | Ve              | Sa              | Do              | Lu              | Ma              | Me              | Gi              | Ve              | Sa              | Do              | Lu              | Ma              |                 |                 |
| Dicembre        | Me              | Gi              | Ve              | Sa              | Do              | Lu              | Ma              | Me              | Gi              | Ve              | Sa              | Do              | Lu              | Ma              | Me              | Gi              | Ve              | Sa              | Do              | Lu              | Ma              | Me              | Gi              | Ve              | Sa              | Do              | Lu              | Ma              | Me              | Gi              | Ve              |                 |